# Alexander, Iowa
Alexander là một thành phố thuộc quận Franklin, tiểu bang Iowa, Hoa Kỳ. Năm 2010, dân số của thành phố này là 175 người.

## Dân số
Dân số qua các năm:
- Năm 2000: 165 người.
- Năm 2010: 175 người.